# Szymon Pawłowski (polityk)
Szymon Jerzy Pawłowski (ur. 5 grudnia 1978 w Sanoku) – polski polityk, ekonomista, urzędnik, poseł na Sejm V kadencji.

## Życiorys
Uczęszczał do Szkoły Podstawowej nr 8 w Sanoku. W 1997 został absolwentem I Liceum Ogólnokształcącego im. Komisji Edukacji Narodowej w tym samym mieście. W 2002 ukończył studia na Akademii Ekonomicznej w Krakowie.
W 1998 wstąpił do Młodzieży Wszechpolskiej, w której pełnił m.in. funkcję wiceprezesa okręgu małopolskiego, sekretarza i skarbnika zarządu głównego. W 2001 został członkiem Ligi Polskich Rodzin, zasiadał w zarządzie głównym tej partii. Od 2002 do 2005 był radnym Rady m.st. Warszawy. W 2004 bezskutecznie kandydował do Parlamentu Europejskiego. Od 2002 do 2004 zasiadał w zarządzie Fundacji „Pomoc Polakom na Wschodzie”. W 2003 pracował równocześnie jako specjalista ds. zamówień publicznych w Wojewódzkim Centrum Stomatologii w Warszawie. W 2004 został wiceprezesem zarządu Wojewódzkiego Funduszu Ochrony Środowiska i Gospodarki Wodnej na Mazowszu.
W wyborach parlamentarnych w 2005, otrzymawszy 7984 głosy, z listy Ligi Polskich Rodzin uzyskał mandat poselski w okręgu podwarszawskim. Zasiadał m.in. w Komisji Finansów Publicznych, Komisji Administracji i Spraw Wewnętrznych oraz Komisji Gospodarki. Był także wiceprzewodniczącym komisji śledczej ds. banków i nadzoru bankowego, od lipca 2007 do końca kadencji Sejmu pełnił funkcję przewodniczącego Klubu Parlamentarnego LPR. W przedterminowych wyborach parlamentarnych w 2007 bez powodzenia ubiegał się o reelekcję w okręgu siedleckim (uzyskał 1454 głosy).
W latach 2005–2007 zajmował stanowisko redaktora naczelnego miesięcznika „Racja Polska”.